# Jonathan Jeppsson
Jonathan Jeppsson, född 29 april 1972 i Hässleholm, är en svensk journalist och författare.
Jeppsson är chef för Aftonbladets grävredaktion och har tidigare haft rollen som nyhetschef och redaktör för samhällsredaktionen. Dessutom är han verksam som tidningens klimatkolumnist och har varit med att instifta Klimatjournalistpriset. 
Som författare har han vunnit erkännande för sina böcker om klimatförändringarnaoch civilisationens sammanbrott.
När den senare boken kommit ut fanns också recensentersom menade att Jeppsson var alltför fokuserad på ekonomen Gaya Herringtons  uppföljning av en 50 år gamla studie.

## Priser och utmärkelser
- 2021 - Natur & Kulturs debattbokspris